# Torre del Moro (Malanquilla)
La torre del Moro o casa de los Moros es un paraje, yacimiento arqueológico y torreón militar situado en un cerro a caballo de los términos municipales de Aranda de Moncayo y Malanquilla (Zaragoza). La elevación, de 998 metros de cota máxima, se encuentra a unos 3 km al NE de Malanquilla y próxima al km 35 de la carretera de Morés a Ventas de Ciria (A-1503).
En época bajomedieval el paraje fue asiento de una aldea fundada en octubre de 1263 por vecinos de Aranda de Moncayo, hecho del que guardan memoria varios registros de cancillería del Archivo de la Corona de Aragón. Se ignora cuándo se despoblaría, si bien en 1466 la documentación local aún habla de las casas de la Calderuela. En el momento de establecerse sus pobladores el paraje atendía al nombre de La Calderola y entre 1313 y 1490 al de Torre de la Calderuela. 
La “torre”, que no es otra que la atalaya ruinosa que aún se yergue en lo alto del cerro, recibe hoy la denominación popular de Casa del Moro o en su plural, Casa de los Moros y lejos de tratarse de una construcción de época hispanomusulmana se trata de la torre que Jaime I de Aragón autorizó a edificar a uno de los primeros pobladores del lugar, Pedro Vera, en 1263. La persistencia del topónimo antiguo en las inmediaciones -Cantera de la Calderuela, Corrales de la Calderuela- avala la localización, en el mencionado paraje, de la aldea citada en las fuentes de archivo.

## Descripción
El yacimiento arqueológico, comprensivo de tres fases de ocupación humana –no todas coincidentes en el espacio-, se extiende por la citada colina, parcialmente roturada, que vendría delimitada por la curva de nivel correspondiente a la cota 975. Se trata de un pequeño resalte topográfico de materiales calcáreos de época jurásica, emplazado en un fondo de valle, entre la carretera A-1503 (al N) y un barranco (al S) que lo separa de la meseta de Malanquilla –la Cañada del Torrejón-. Las laderas O y S presentan fuertes pendientes, muy lavadas, en las que aflora la roca madre, mientras que las N y E son menos pronunciadas y se hallan abancaladas y cultivadas de antiguo, si bien la concentración parcelaria ha simplificado notablemente el parcelario existente a los pies del cerro a mediados del siglo XX. 
El yacimiento de Casa de los Moros ha sido objeto de prospecciones arqueológicas en tres ocasiones: 1989, 2010 y 2019. La Orden de 17 de abril de 2006 del Gobierno de Aragón incluyó el torreón en una relación de castillos y torreones declarados Bien de Interés Cultural (BIC), dentro de la categoría de zona arqueológica, bajo la denominación de Torre del Moro. La prospección de 2010, que no aporta novedades significativas respecto a lo hallado en 1989, tiene la virtud de acotar sobre plano parcelario el área de protección que la relación de castillos y torreones declarados BIC previene para este tipo de inmuebles, que en el caso que nos ocupa -castillos en suelo no urbano, art. 2.º letra b)- afecta en su integridad a las fincas que se hallen comprendidas en una banda de 200 m de ancho desde el perímetro del bien.

## Estructuras
Afloran exclusivamente en la parte yerma de la colina y se limitan al torreón que da nombre al yacimiento, al cono de derrumbe de otro posible torreón y a los restos de dos recintos defensivos.
Torreón: de planta rectangular, conserva 3 de sus 4 lados completos en planta baja; la pared O -en donde posiblemente se abriría la puerta- ha desaparecido en su mitad izquierda. Los lados más largos de la torre corresponden a las caras E y O, de 6,80 y 6,70 m de longitud respectivamente, mientras que las caras N y S tienen un desarrollo longitudinal de unos 5,20 y 5,30 m. Alzado conservado: de unos 4,70 m en la pared S y unos 3,20-3,50 m en las restantes. Espesor de los muros: 0,90-0,95 m. Aparejo: mampostería trabada con argamasa de cal; mampuestos irregulares y de tamaño mediano salvo en base y esquinas, en donde son más grandes y uniformes. A media altura de la cara N se aprecia una línea de ripio horizontal. Vanos: el hueco de la puerta de entrada ha desaparecido. A unos 90 cm del suelo se abren 7 rudimentarias troneras o saeteras, de 60 cm de altura, derrame al interior (10 cm de anchura al exterior y 60 de promedio al interior) y dintel (también en la cara interna) de madera. En la pared N hay 2, en la E 3 y en la S otras 2; el derrumbe de la esquina NE ha dejado colgada la jamba izquierda de la tronera derecha de la pared E. A unos 2 m de altura de la cara interna de la pared O se aprecian 3 mechinales para encaste de viguería, que sustentaría el primer piso del torreón, cuyo alzado probablemente constara de planta baja, 1 piso y terraza. 
“Mota”: en el extremo NE de la terraza superior un montículo de piedras de unos 11 m de diámetro y no más de 1,5 m de altura delata una construcción arruinada, quizá otra torre, de planta ignorada. En su glacis N aflora un paramento rectilíneo.
Recintos: la prospección de 1989 (y tras ella, la bibliografía posterior) insinuó la existencia de una línea de muralla coincidente con el ribazo que recorre la cota 990, en donde a trechos aparece fábrica de sillarejo (a). Las prospecciones más recientes (agosto de 2019) han detectado un cinturón de defensas aún más amplio recorriendo las laderas S y SE de la colina, levantado, al igual que la línea interior, en mampostería a canto seco. Un primer alineamiento, curvo y arrumbado, se dibuja a escasos 25 m al SO del torreón medieval (b). Aproximadamente en la vertical en donde éste se interrumpe, se inicia, más abajo, un largo muro con el desarrollo antes señalado (c). Por ahora es prematuro asociar uno y otro recinto con las ocupaciones celtibérica y medieval del cerro, pues la ausencia de estructuras de habitación y la dispersión del material mueble no lo consienten; sin embargo, es obvio que cuando Jaime I autoriza en octubre de 1263 a Pedro Vera a edificar una torre (casa fortificada) en La Calderola con la condición de que en caso de ataque castellano acoja en ella al resto de pobladores de la nueva aldea, la interpretación de la noticia pasa por imaginar la presencia de una torre-atalaya y de un recinto anejo a ésta. En consecuencia, tiene su lógica suponer que uno de estos dos “cintos” –seguramente el más interior (a + b)- guarda relación con el torreón subsistente.
¿Necrópolis?: el vecino de Malanquilla Jesús Marín Rubio refiere la aparición en el contiguo Campo de la Gallinera, en determinados momentos del siglo XX, de sepulturas, tanto al labrarlo (década de 1940) como cuando se plantaron los nuevos postes del tendido de la luz eléctrica de Pomer (década de 1970). La somera descripción de estas sepulturas –losas cubriendo restos de esqueletos- lleva a pensar en tumbas de lajas y en la posibilidad de que se tratara de la necrópolis del poblado medieval. En el término que llaman Ijuerque se descubren sepulturas de moros, anotaba en 1778 el prior Monterde, acaso haciéndose eco de la existencia de esas tumbas. La noticia permite entrever que a finales del siglo XVIII ya se había borrado por completo el recuerdo de que en La Calderuela se había alzado una aldea bajomedieval, atribuyéndose los restos visibles “a tiempo de los moros”. Sobre esta vox populi se acabaría gestando el topónimo Casa de los Moros, documentado por primera vez en 1860.

## Hallazgos muebles
La cerámica de época romana -común o de cocina y almacenaje, terra sigillata hispánica (TSH)- se concentra en la ladera NE de la colina, zona en cultivo. La de filiación celtibérica y la medieval, en la parte yerma: la celtibérica, en un canchal al S del torreón y la medieval, en ese mismo punto y en la cumbre del yacimiento.
También han aparecido algunos molinos circulares de mano y fragmentos de teja. En las laderas SE y NE de la colina afloran en abundancia escorias de fundición de hierro.

## Cronología del yacimiento
El material hallado en la más reciente prospección (2019) llevada a cabo por Miguel Ángel Solà Martín, confirma las tres fases de ocupación del lugar –celtibérica, romana y medieval- detectadas en 1989 así como la distribución espacial de los restos entonces señalada. El material romano indica claramente la ocupación de la ladera NE por algún tipo de establecimiento agrícola hacia el siglo II de la Era. Precisamente fue aquí en donde apareció íntegro (en enero de 1990) un dolium romano fechable en ese momento. Por el contrario, la cerámica que pudiéramos considerar “medieval” –cantarería de agua, tiestos con vedrío melado o verde-, se nos antoja, aparte de escasa, ambigua a efectos cronológicos, echándose en falta, al igual que en el cercano yacimiento medieval de Las Casas, la aparición de tiestos de verdinegra turolense que tanto ayudarían a asignar un horizonte claro de siglo XIV a este despoblado, activo con toda seguridad en ese momento como se desprende de la documentación escrita (1263, 1313, 1315).